# Ans van Kemenade
Ans van Kemenade (Eindhoven, 1954) is een Nederlandse taalkundige en hoogleraar Engelse taalkunde aan de Radboud Universiteit Nijmegen.

## Biografie
Van Kemenade studeerde Engels en taalkunde aan de Rijksuniversiteit Utrecht, en promoveerde daar ook in 1987 op een proefschrift getiteld Syntactic Case and Morphological Case in the History of English. Na aanstellingen aan de Rijksuniversiteit Leiden en de Vrije Universiteit Amsterdam werd zij in 1999 benoemd tot hoogleraar aan de Radboud Universiteit Nijmegen, als leerstoelhouder Engelse taalkunde. In 2015 werd ze lid van de Commissie Grootschalige Wetenschappelijke Infrastructuur die het bestuur van NWO adviseert.
Van Kemenade doet onderzoek naar taalvariatie en taalverandering. Meer in het bijzonder bestudeert zij hoe het samenspel van syntaxis en pragmatiek een rol spelen bij veranderingen in woordschikking. Daarbij ligt de nadruk op de historische ontwikkeling van het Engels en het Nederlands.

## Boekpublicaties
- 1987. Syntactic Case and Morphological Case in the History of English. Dordrecht: Foris, later Berlijn, Mouton de Gruyter.
- 1989. met Hans Bennis (eds). Linguistics in the Netherlands 1989. Dordrecht: Foris.
- 1991. met Frank Drijkoningen (eds). Linguistics in the Netherlands 1991. Amsterdam: Benjamins.
- 1993. met Aafke Hulk (eds). Null Subjects in Diachrony. Special issue Lingua 89 (1/2).
- 1997. met Nigel Vincent (eds). Parameters of Morphosyntactic Change. Cambridge University Press.
- 1999. (ed). Functional properties of morphosyntactic change. Special issue Linguistics 37 (6).
- 2000. Ontkenning ontkend. Inaugurele rede November 2000. Nijmegen: Katholieke Universiteit Nijmegen.
- 2000. met Olga Fischer, Willem Koopman, Wim van der Wurff. The Syntax of Early English. Cambridge University Press.
- 2003. met Geert Booij (eds). Preverbs, Thematische sectie artikelen in het Yearbook of Morphology 2003.
- 2006. met Bettelou Los (eds). The Handbook of the History of English. Blackwell Handbooks in Linguistics. Blackwell Publishing.
- 2012. met Bettelou Los, Geert Booij, Corrien Blom, Marion Elenbaas. Morphosyntactic Change: a Comparative Study of Particles and Prefixes. Cambridge University Press.
- 2012. met Nynke de Haas (eds). Historical Linguistics 2009: Selected Papers from the 19th International Conference on Historical Linguistics. Amsterdam: John Benjamins.
- 2014. met Theresa Biberauer en Liliane Haegeman (eds). The Syntax of Particles. Special issue of Studia Linguistica 68(1).